# 긴꼬리쥐
긴꼬리쥐(Pseudomys higginsi)는 쥐과에 속하는 설치류의 일종이다. 오스트레일리아 토착 포유류로 태즈메이니아주 섬에서만 발견된다. 긴꼬리쥐는 잡식성 동물로 곤충과 다양한 식물을 먹는다. 숲에서 발견되며, 특히 아고산 지대의 무너져 내린 바위 부스러기 지대에서 서식하며, 굴 속에서 살 수도 있다. 몸무게는 최대 약 70g에 달한다. 다른 종과 구별되는 특징은 2가지 색을 띠는 꼬리로 윗면은 희고 아랫면은 검다. 꼬리가 꼬리를 제외한 몸길이의 1.3배로 길다. 균형을 잡기 위해 꼬리를 사용한다고 알려져 있는 반면에 둥근돌 부스러기와 같은 서식지에서 뛰어 오른다. 긴꼬리쥐 화석이 빅토리아주 동부 버칸의 버칸 동굴에서 발견되었고 고생물학자 호프(Jeanette Hope)가 동정했다. 탄소-14 방사성 탄소 연대 측정법으로 검사한 결과 만들어진 연대가 1만 2천년부터 2만년 전까지 거슬러 올라간다.

## 분포 및 서식지
긴꼬리쥐는 해수면부터 해발 약 1,200m 지역에 분포하며, 습윤 숲과 같은 강수량이 아주 많은 지역을 좋아하는 것으로 보인다. 다양한 서식지에 사는 종으로 변화하는 환경에 잘 적응한다. 습윤 유칼립투스 성숙림에서 다양한 벌목 방식에 반응하는 토착종 설치류에 대한 단기 연구에 의하면, 긴꼬리쥐는 모든 임업 작업에 걸쳐 동등하게 풍부하고, 감소된 지표면 면적과 양의 상관 관계를 보인다.
또 다른 연구를 통해 상당한 수의 긴꼬리쥐가 습윤 교란 숲에서 발견되며 벌목과 수확이 지역 생태계의 다양성에 영향을 미치지 않는다라는 사실이 발견되었다. 2012년 수행된 보전 연구를 통해 긴꼬리쥐의 역사적인 범위를 현재 분포 범위와 비교하여 멸종 위기를 예측하는 데 도움이 되는지 판단할 수 있다. 감소한 지리적 범위의 크기는 종 감소를 예측하는 강력한 예측인자가 되기도 한다. 현대의 서식지 감소에도 불구하고 긴꼬리쥐는 역사적인 서식지 범위의 감소를 통해 예측하는 것보다는 덜 위협적인 것으로 밝혀졌다.

## 먹이
긴꼬리쥐는 계절에 따라 다르고 먹이를 구하는 현지 사정에 따라 다양하게 기회적으로 일반섭식을 하는 잡식성 동물이다. 분변 분석을 하면, 풀과 곡식, 대나무, 열매, 양치류, 이끼 등 광범위한 식물을 섭취하는 것으로 나타난다. 다양한 종류의 진균류와 곤충을 먹는 것으로도 드러났다.

## 생태
긴꼬리쥐는 주로 야행성 포유류지만 낮 동안에도 활동할 수 있다. 주로 열대우림과 습윤 관목, 유칼립투스 관목 지대, 사초속 식물 서식지, 낮은 고도의 아고산 식생 지대에서 발견된다. 긴꼬리쥐의 풍부함은 같은 서식지에서 사는 여러 다른 종과 관련이 있다. 4곳 독립적인 표본 지역에서의 레이전비(Lazenby) 등의 연구에 의하면, 긴꼬리쥐의 풍부함은 오스트레일리아습지쥐(Rattus lutreolus velutinus)와는 양의 상관 관계를 보이고 야생고양이(Felis catus)와는 음의 상관관계를 보인다. 태즈메이니아데빌도 긴꼬리쥐와 이 연구에서 조사된 다른 모든 작은 포유류 개체군과 부정적인 영향을 보인다.

## 생활사
긴꼬리쥐는 9월부터 6월까지 계절성 번식을 한다. 임신 기간은 일반적으로 약 31~33일간 유지되며, 평균 3마리의 새끼를 낳는다. 새끼는 33일 후 완전한 상태로 태어나며 어른 크기로 성숙해지는 데 약 40일이 걸린다. 꼬리는 생후 75일까지 자란다. 긴꼬리쥐는 눈에 띄는 성적이형성을 보이지 않는다. 그러나 몸무게와 뒷발 길이, 꼬리 길이 등은 지역적으로 약간의 변이를 보인다.
포유류로써 긴꼬리쥐는 새끼를 낳은 후부터 젖을 뗄 때까지 짧게 새끼를 돌본다. 어린 새끼들이 젖꼭지에 달라붙게 함으로써 어미가 필요할 때 회피행동을 할 수 있게 한다.